# Jerzy Piwowarski
Jerzy Piwowarski (ur. 22 sierpnia 1959 w Skierniewicach) - artysta fotografik, doktor habilitowany, wykładowca Uniwersytetu Humanistyczno-Przyrodniczego im. Jana Długosza w Częstochowie

## Życiorys
Ukończył Technikum Nukleoniczne w Otwocku w 1979 r. W latach 1980–1984 studiował wychowanie plastyczne w Wyższej Szkole Pedagogicznej w Częstochowie. W 1994 w Instytucie Sztuki Polskiej Akademii Nauk uzyskał stopień doktora. Habilitował się w Akademii Sztuk Pięknych w Poznaniu w 2005 r.
Członek Stowarzyszenia Historyków Fotografii i Stowarzyszenia Historyków Sztuki.

## Kariera zawodowa
1993 r. (sem. zimowy) - prodziekan ds. studenckich Wydziału Wychowania Artystycznego WSP,
1996 - 2005 - dyrektor Instytutu Plastyki Wydziału Wychowania Artystycznego WSP/AJD,
2005 - 2008 - prodziekan ds. studenckich Wydziału Wychowania Artystycznego AJD,
2008 - 2012 - dziekan Wydziału Wychowania Artystycznego AJD,
2012 - 2016 - kierownik Zakładu Komunikacji Wizulanej,
2016 - 2020 - dziekan Wydziału Sztuki AJD/UJD.

## Ważniejsze wystawy indywidualne
| Rok  | Miasto        | Wystawa | Placówka                                                 |
| ---- | ------------- | --- | -------------------------------------------------------- |
| 2002 | Praga         | Kompozycje | Galerie 9                                                |
| 2003 | Częstochowa   | Między światłem a ...                                                                                         | Miejska Galeria Sztuki                                   |
| 2004 | Kłajpeda      | Album lwowskie                                                                                                | Galeria „Domu Rybaka"                                    |
| 2005 | Częstochowa   | Transgresje                                                                                                   | Galeria „Rue de Foch”                                    |
| 2005 | Częstochowa   | Meksyk – pamięci miejsc                                                                                       | Klub „Paradoks”                                          |
| 2005 | Częstochowa   | Notacje | Ośrodek Promocji Kultury „Gaude Mater”                   |
| 2006 | Skierniewice  | Notacje 2 | Biuro Wystaw Artystycznych                               |
| 2009 | Bielsko-Biała | Fotografia | Galeria „Bazyliszek”                                     |
| 2012 | Skierniewice  | KADDISZ. Yizkor-Lapidarium, ekspozycja w ramach projektu interdyscyplinarnego „Skierniewicer”                 | Izba Historii Skierniewic                                |
| 2012 | Częstochowa   | BEIT ILAM, wystawa towarzyszącą Międzynarodowej Konferencji Naukowej "Tożsamość a stereotypy. Żydzi i Polacy" | Akademia im. Jana Długosza w Częstochowie                |
| 2013 | Skierniewice  | Ni ma jak Lwów                                                                                                | Galeria Regionalnej Akademii Twórczej Przedsiębiorczości |
| 2013 | Skierniewice  | Beit Ilam II, ekspozycja w ramach projektu interdyscyplinarnego „Skierniewicer 2”                             | Izba Historii Skierniewic                                |

## Ważniejsze wystawy zbiorowe
| Rok  | Miasto             | Wystawa                                                                                     | Placówka                                           |
| ---- | ------------------ | ------------------------------------------------------------------------------------------- | -------------------------------------------------- |
| 2002 | Koszalin           | VI Przegląd Fotografii Polskiej i II Międzynarodowa Wystawa Fotografii Krajów Nadbałtyckich | ?                                                  |
| 2002 | Częstochowa        | II Międzynarodowe Biennale Miniatury                                                        | Ośrodek Promocji Kultury „Gaude Mater”             |
| 2002 | Rużomberk          | XXXV Międzynarodowy Salon Fotografii Artystycznej                                           | ?                                                  |
| 2003 | Bytom              | IV Festiwal Sztuki Wysokiej „Wolność Przestrzeni”                                           | Galeria Sztuki Użytkowej “Stalowe Anioły”          |
| 2004 | Praga              | Naposled w malem                                                                            | Galeria 9                                          |
| 2004 | Bytom              | V Festiwal Sztuki Wysokiej „Uwięzieni w czasie”                                             | Galeria Sztuki Użytkowej “Stalowe Anioły”          |
| 2005 | Bytom              | VI Festiwal Sztuki Wysokiej „Do światła”                                                    | Galeria Sztuki Użytkowej “Stalowe Anioły”          |
| 2006 | Głogów             | Zapis procesu kreacji                                                                       | Muzeum Archeologiczno-Historyczne w Głogowie       |
| 2006 | Bytom              | VII Festiwal Sztuki Wysokiej „Kobieto!...”                                                  | Galeria Sztuki Użytkowej “Stalowe Anioły”          |
| 2006 | Bielsko-Biała      | Międzynarodowa wystawa „Pejzaż bez granic”                                                  | Galeria Fotografii B&B                             |
| 2008 | Częstochowa        | Fotografie z podróży: między fascynacją a komentarzem                                       | Miejska Galeria Sztuki                             |
| 2008 | Bytom              | IX Festiwal Sztuki Wysokiej „Marzenie do nieba”                                             | Galeria Sztuki Użytkowej “Stalowe Anioły”          |
| 2009 | Częstochowa        | Śladami judaizmu                                                                            | Galeria Twórczości Plastycznej „Panopticum"        |
| 2009 | Nowy Jork          | Śladami judaizmu                                                                            | Konsulat Generalny Rzeczypospolitej Polskiej       |
| 2009 | Opole              | 30 lat Instytutu Plastyki - Wystawa jubileuszowa Instytutu Plastyki AJD                     | Biuro Wystaw Artystycznych                         |
| 2009 | Kielce             | 30 lat Instytutu Plastyki - Wystawa jubileuszowa Instytutu Plastyki AJD                     | Dom Środowisk Twórczych                            |
| 2009 | Bytom              | X Festiwal Sztuki Wysokiej „Ciepłem skojarzeni”                                             | Galeria Sztuki Użytkowej “Stalowe Anioły”          |
| 2010 | Bytom              | XI Festiwal Sztuki Wysokiej, „Od, do i pomiędzy”                                            | Elektrociepłownia Szombierki                       |
| 2011 | Strasburg          | Droga do Unii                                                                               | Zarząd Główny Związku Polskich Artystów Plastyków  |
| 2011 | Laon               | Art(s) de Czestochowa                                                                       | Biblioteque Municipale                             |
| 2011 | Bytom              | XII Festiwal Sztuki Wysokiej „Między słońcem a księżycem”                                   | Galeria Sztuki Użytkowej “Stalowe Anioły”          |
| 2011 | Częstochowa        | Sztuka w oknie                                                                              | Hotel „Polonia”                                    |
| 2012 | Liptowski Mikulasz | 10 PL                                                                                       | Liptowska Galeria Petra Michala Bohúňa             |
| 2012 | Bytom              | XIII Festiwal Sztuki Wysokiej „Światłoczujni”                                               | Galeria Sztuki Użytkowej “Stalowe Anioły”          |
| 2012 | Częstochowa        | Doroczna wystawa Instytutu Plastyki                                                         | Filharmonia Częstochowska im. Bronisława Hubermana |
| 2012 | Rzeszów            | XV Międzynarodowy Niekonwencjonalny Konkurs Fotograficzny „c”                               | Wojewódzki Dom Kultury                             |
| 2013 | Rużomberk          | Fotoforum                                                                                   | Liptowskie Muzeum                                  |
| 2013 | Częstochowa        | I Międzynarodowy Konkurs Artystyczny „Pejzaż współczesny”, wystawa pokonkursowa             | Miejska Galeria Sztuki                             |
| 2013 | Częstochowa        | Doroczna wystawa Instytutu Sztuk Pięknych                                                   | Filharmonia Częstochowska im. Bronisława Hubermana |
| 2013 | Bytom              | XIV Festiwal Sztuki Wysokiej "To, co Cię napędza..."                                        | Galeria Sztuki Użytkowej “Stalowe Anioły”          |
| 2013 | Częstochowa        | Międzynarodowy Konkurs Cyfrowej Fotokreacji CYBERFOTO                                       | Galeria ART-FOTO Regionalnego Ośrodka Kultury      |
| 2014 | Częstochowa        | Międzynarodowa wystawa „Projekt: miasto”                                                    | Muzeum Częstochowskie                              |
| 2015 | Częstochowa        | Międzynarodowy Konkurs Cyfrowej Fotokreacji CYBERFOTO                                       | Galeria ART-FOTO Regionalnego Ośrodka Kultury      |